# День первый, день последний
«День первый, день последний» — художественный фильм, Киностудия им. А. Довженко, 1978, мелодрама.

## Сюжет
Во время съёмок документального фильма в Таллине киевский кинооператор Андрей встретил и полюбил молодую эстонскую женщину по имени Реэт, ответившую ему взаимностью. Но Реэт замужем, у неё дочь Маарика. Ради сохранения семьи она решает расстаться с Андреем.

## В ролях
- Леонид Бакштаев — Андрей
- Любовь Виролайнен — Реэт
- Улдис Ваздикс — Маркус
- Людмила Сосюра — монтажница
- Валерий Панарин — эпизод

## Съёмочная группа
- Режиссёр: Юрий Ляшенко
- Сценарист: Владимир Амлинский
- Оператор-постановщик: Борис Мясников
- Художник-постановщик: Михаил Юферов
- Композитор: Уно Найссоо
- Звукооператор: А. Кузьмин
- Режиссёр: Л. Малиновская
- Оператор: В. Гетя
- Художник по костюмам: И. Вакуленко
- Монтажёр: В. Арефьева
- Редактор: Александр Кучерявый
- Директор картины: Валерий Паржизек